# Isolona pilosa
Espèce
Synonymes
- Isolona theobromina Exell[1]

Statut de conservation UICN

 VU  : Vulnérable
Isolona pilosa Diels est une espèce de plantes à fleurs de la famille des Annonaceae et du genre Isolona. C'est un arbuste présent en Afrique tropicale.

## Description
C'est un arbuste de 10 à 15 m de hauteur. Il est aisément reconnaissable au caractère pileux – d'où son épithète spécifique – de ses fleurs, de ses feuilles et de ses rameaux jeunes.

## Distribution
L'espèce a été observée en Angola (Cabinda), au Cameroun (au nord de Moloundou dans la Région de l'Est), au Gabon (Lastoursville), en République démocratique du Congo et en République du Congo.